# Марокканське чорне мило
Марокканське чорне мило або мило бельді — це різновид мила, що походить з Марокко. Це високолужне мило, виготовлене з оливкової олії та мацерованих оливок, які надають йому гелеподібної консистенції та характерного темно-зеленувато-чорного кольору.
У хамамах Марокко чорне мило використовують для очищення, зволоження шкіри та відлущування. Щіпку мила втирають у вологу шкіру. Через 5-10 хвилин грубою тканинною мочалкою, яка називається кесса, видаляють ороговілі частинки шкіри. Мило має високий вміст вітаміну Е. Марокканське чорне мило не слід плутати з африканським чорним милом, оскільки інгредієнти та місце виробництва у них зовсім різні.